# Гідрогеологія Туркменістану
Гідрогеологія Туркменістану.
В Туркменістані виділяють: артезіанські басейни епіпалеозойської платформи (Каракумський, Середньокаспійський), альпійських геосинклінальних областей (Західно-Туркменський), басейни тріщинних гірських складчастих споруд (Копетдазький, Великого Балхану, Гаурдак-Кугітанзький).
Підземні води артезіанських басейнів платформної області приурочені до водопроникних товщ пісків, тріщинуватих пісковиків і вапняків мезозою-кайнозою. Регіональним водоупором є палеогенова мергелисто-глиниста товща. Вище за неї у теригенних неоген-четвертинних відкладах поширені ґрунтові води інфільтраційного живлення, солонуваті і солоні хлоридно-натрієвого складу.
Прісні води поширені спорадично під такирними водозборами, великими іригаційними каналами, в районах великих масивів пісків і в передгірських шлейфах. Нижче регіонального водоупору на глибині 350-3500 м залягають мезозойські водоносні горизонти. Води солоні, розсольні з мінералізацією 35-540 г/л, хлоридні, натрієві, кальцієві і магнієві, збагачені йодом, бором та іншими компонентами. За складом газів азотні, азотно-метанові, іноді вуглеводневі.
У Західно-Туркменському басейні води високонапірні, термальні, хлоридно-натрієві і кальцієво-натрієві, розсольні, йодисті і бромисті. За складом газів переважно вуглеводневі, азотні, метано-азотні. Басейни складчастих областей містять потужні мезозойські комплекси тріщинно-пластових і тріщинно-жильних вод, які живляться за рахунок інфільтрації атмосферних опадів і підземного притоку з високогірних областей.